# Boudewijnskerke

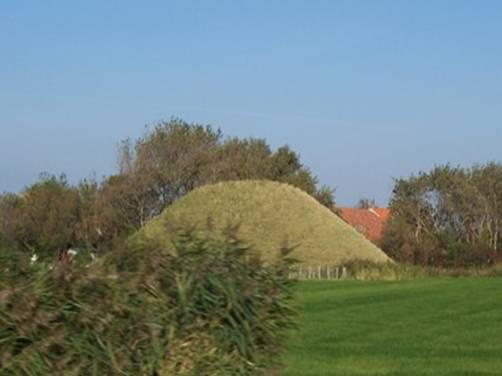
Vliedberg Boudewijnskinderen

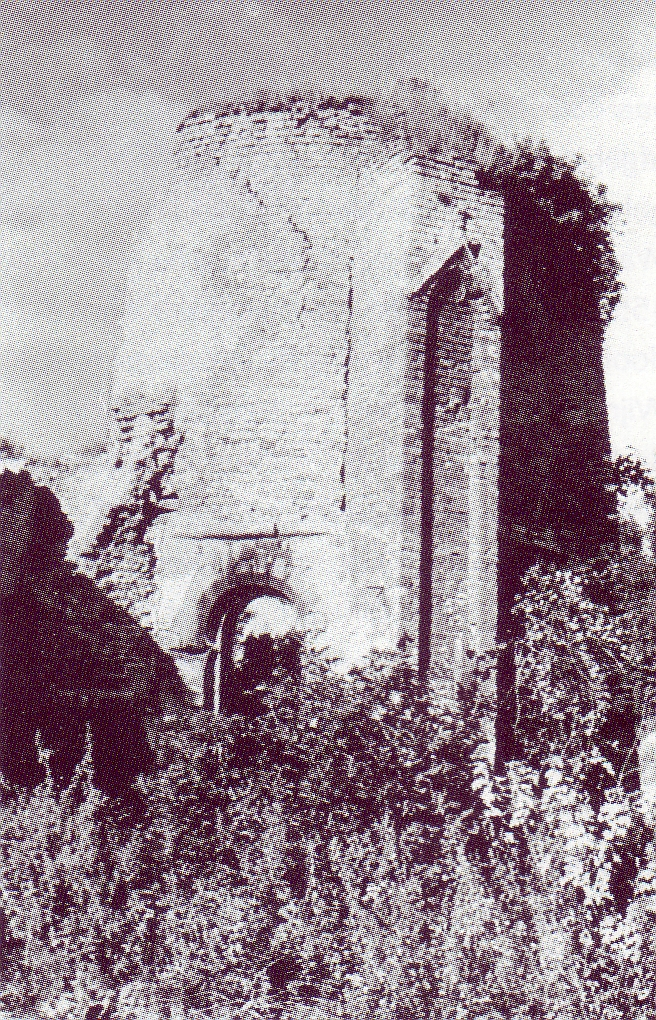
Boudewijnskerke kerkruïne 1870.jpg

Boudewijnskerke (Zeeuws Buiskerke) is een buurtschap in de gemeente Veere, in de Nederlandse provincie Zeeland. De buurtschap ligt aan een weg genaamd Boudewijnskerke ten noordwesten van Zoutelande en ten zuidoosten van Westkapelle. In de buurtschap ligt de vliedberg Boudewijnskinderen (De berg van Buis), die waarschijnlijk in de 12e eeuw gebouwd is. Deze vliedberg is 9 meter hoog, heeft een doorsnede van 30 meter en is omgeven door een rietsloot.
De buurtschap wordt voor het eerst vermeld in 1247. Er was destijds een kerk gewijd aan Sint-Nicolaas. Tijdens het Beleg van Middelburg (1572-1574) aan het begin van de Tachtigjarige Oorlog werd de kerk samen met een deel van het dorpje verwoest. De kerkruïne is tot begin 20e eeuw blijven staan, daarna is ze afgebroken. Boudewijnskerke was een zelfstandig ambacht voordat het bij Zoutelande werd gevoegd. Op 1 juli 1966 werd gemeente Zoutelande door een gemeentefusie opgenomen in de nieuwe gemeente Valkenisse, die op zijn beurt op 1 januari 1997 bij de gemeente Veere werd gevoegd.

## Enkele naamsvarianten
Boudewijnskerke (soms voorafgegaan door ’s Heer, Ser of Sir), Boudinskerke, Buiskerke, Ecclesia Baldwini.